# Bichak
O Bichak é um aperitivo recheado com três cantos, assado, semelhante a uma receita, servido na culinária judaica de Bukharan, afegã, do Oriente Médio e marroquina. Geralmente é servido durante a hora do chá ou café. O bichak pode ser recheado com abóbora e geleia para um sabor adocicado, ou carne e queijo para uma adição saborosa ao almoço. Bichak também são populares porque podem ser preparados em grandes quantidades. Eles são tradicionais para Rosh Hashanah e Sucot. Para refeições lácteas kosher, bichak recheado com abóbora ou queijo são servidos com iogurte ou creme de leite.